# Schipholnet
Schipholnet is sinds december 2017 de benaming van het autobusvervoer van Connexxion tussen de luchthaven Schiphol en de omliggende plaatsen Aalsmeer, Amstelveen, Amsterdam en Badhoevedorp. Van 2000 tot 2017 werd de naam Schiphol Sternet gebruikt.

## Algemeen
Het Sternet dat van start ging in 2000, werd tot 11 december 2011 gezamenlijk door Connexxion en het GVB geëxploiteerd. Het vormt een integratie van het vroegere besloten busvervoer voor Schipholpersoneel en een aantal lijnen van het openbaar vervoer van en naar Schiphol. Dit ging gepaard met een aantal route- en lijnnummerwijzigingen: zo was lijn 192 voorheen lijn 68, lijn 195 voorheen lijn 164 en lijn 199 voorheen lijn 169. De meeste bussen rijden zeven dagen per week, ook in de late avond (tot ca. 1:00 uur) en de vroege ochtend. Enkele lijnen rijden de gehele nacht door. Een aantal andere lijnen rijdt alleen in de spits of maandag tot en met vrijdag overdag.
Een deel van het traject op Schiphol-Oost was voorheen alleen toegankelijk met een Schipholpas, omdat dit een zogenaamd beveiligd gebied is. Deze bushaltes zijn in december 2018 vervangen door haltes naast de tourniquets die toegang geven tot Schiphol-Oost. De rest is regulier openbaar vervoer, toegankelijk met de OV-chipkaart. Binnen de grenzen van Schiphol is het busvervoer gratis voor medewerkers van de aan Schipholnet deelnemende bedrijven, op vertoon van een geldig reisproduct (via de Tranzer-app of via een ingecheckte OV-chipkaart met daarop het JAS-abonnement) in combinatie met een Schipholpas, KLM-ID of en een andere bedrijfspas. Hierdoor kunnen Schipholwerkers hun auto aan de rand van de luchthaven parkeren op P30 (Schiphol Zuid) of P40 (Schiphol Noord) en gratis verder reizen met de bus.
De bussen gebruiken veel eigen infrastructuur, zoals busbanen, sluizen, tunnels en bruggen. Ze rijden waar nodig over de vluchtstroken op snelwegen.

## Materieel
De ingezette bussen van Connexxion, en tot dienstregeling 2012 die van het GVB, reden in een rode huisstijl. Het materieel van Connexxion op het Schiphol Sternet bestond per 9 december 2007 voornamelijk uit Mercedes-Benz Citaro lagevloerbussen met Euro 5-norm dieselmotor.
GVB Amsterdam gebruikte op het Schiphol Sternet DAF SB250 / Berkhof Premier Jonckheer-bussen van het bouwjaar 2001, ook in de rode huisstijl.
Sinds de dienstregeling 2012 wordt het gehele Sternet uitsluitend door Connexxion gereden. De Sternetbussen van GVB verdwenen en de lijnen 192 (ingekort tot Osdorp) en 195 werden overgedragen aan Connexxion. Met de dienstregeling 2016 werden de lijnen 192 en 195 opgeheven, maar werd lijn 194 opgewaardeerd tot daglijn. Met de dienstregeling 2018 werd het net ingrijpend gewijzigd.
Het Schipholnet is een verzameling van buslijnen die het busvervoer op rondom Schiphol verzorgen. Sinds 10 december 2017 ging de nieuwe concessie Amstelland-Meerlanden in. Die hield onder meer in dat de bussen vervangen dienden te worden door 100% elektrische bussen. Gekozen werd voor het type VDL Citea SLFA-181 Electric van VDL Bus & Coach. Alle buslijnen die onder deze formule rijden worden uitgevoerd in een witte kleurstelling met roze en blauwe vlakken en toevoegingen als Hello, Goodbye en Ciao.
Doordat deze niet tijdig geleverd werden en er infrastructurele problemen waren met de oplaadpunten, moest een aantal maanden met oudere bussen worden gereden. In april 2018 kwamen de elektrische bussen in dienst. Zij hebben vier brede ingangen en kunnen "knielen" bij haltes. De bus "leunt" daarbij tegen de halte bij het in- en uitstappen. De tweede deur van voren beschikt over een rolstoelplank. De steek tussen de stoelen is extra ruim, zodat er veel ruimte is voor het plaatsen van bagage. Voor reizigersinformatie binnen en buiten de bus zijn de bussen en haltes uitgerust met het informatiesysteem Viribus.

## Lijnen Schipholnet
| Lijn    | Route                                                                  | Via                                                       | Opmerkingen                                         |
| ------- | ---------------------------------------------------------------------- | --------------------------------------------------------- | --------------------------------------------------- |
| 180     | Schiphol P30 → Schiphol P30                                            | Schiphol Centrum, Noord, Oost, Rijk, Rozenburg            | Ringlijn in één richting, tegengesteld aan lijn 181 |
| 181     | Knooppunt Schiphol Noord → Knooppunt Schiphol Noord                    | Schiphol Centrum, P30, Rozenburg, Rijk, Oost              | Ringlijn in één richting, tegengesteld aan lijn 180 |
| 185     | Schiphol Centrum - Badhoevedorp Justitieel Complex                     |                                                           |                                                     |
| 186     | (Schiphol P30 →) Knooppunt Schiphol Noord - Amstelveen Busstation      | (Schiphol Centrum, P40,) Noord, Oost, Amsterdamse Bos     | Rijdt niet 's avonds en in het weekend              |
| 190/N90 | Schiphol P30 - Knooppunt Schiphol Noord                                | Schiphol Centrum                                          | Opvullijn                                           |
| 191     | (Knooppunt Schiphol Noord →) Schiphol P30 - Anchoragelaan              | (Schiphol Centrum), Zuid, Rozenburg                       |                                                     |
| 194     | (Schiphol P30 →) Knooppunt Schiphol Noord - Amsterdam Matterhorn       | (Schiphol Centrum, P40,) Noord, Badhoevedorp, Lijnden     | Rijdt niet 's avonds en in het weekend              |
| 195     | (Schiphol P30 →) Knooppunt Schiphol Noord - Amsterdam Station Lelylaan | (Schiphol Centrum, P40,) Noord, Badhoevedorp              |                                                     |
| 198     | Schiphol Centrum - Amsterdam Station Zuid                              | Schiphol Noord                                            |                                                     |
| 199     | (Schiphol P30 →) Knooppunt Schiphol Noord - Amstelveen Busstation      | (Schiphol Centrum, P40,) Noord, Oost, Amstelveen Westwijk |                                                     |
| 287     | Schiphol Centrum - Schiphol-Rijk                                       |                                                           | Spitsbus                                            |

### Voormalige lijnen Schiphol Sternet
| Lijn          | Route                                               | Via | Opmerkingen                                                                       | Opgeheven     |
| ------------- | --------------------------------------------------- | --- | --------------------------------------------------------------------------------- | ------------- |
| 188           | Schiphol P40 - Uithoorn Busstation                  | Plaza/NS, P30, Schiphol-Rijk Beechavenue, Aalsmeer                                                                   | 's Nachts als N88                                                                 | December 2010 |
| N88           | Schiphol P40 - Uithoorn Busstation                  | Plaza/NS, P30, Schiphol-Rijk Beechavenue, Aalsmeer                                                                   | 's Nachts als N88                                                                 | December 2010 |
| 189           | Schiphol P40 - Justitieel Centrum                   | |                                                                                   | December 2014 |
| 192           | Schiphol, P30 - Amsterdam, Osdorpplein              | Plaza/NS, P40, Badhoevedorp                                                                                          | Tot december 2011 gereden door GVB vanaf station Sloterdijk                       | December 2015 |
| 192           | Knooppunt Schiphol Noord - Hoofddorp Centrum        | Badhoevedorp, Lijnden                                                                                                |                                                                                   | Mei 2025      |
| 194 (1e lijn) | Schiphol-Rijk - Spaarne Ziekenhuis                  | Hoofddorp NS, Pax, Floriande                                                                                         | Als enige buslijn niet via Plaza/NS. Vervangen door stadsbuslijn 168 in Hoofddorp | December 2011 |
| 195 (1e lijn) | Schiphol-Oost Zuideinde - Overbos                   | Plaza/NS, P30, Hoofddorp NS, Bornholm                                                                                | Opgeheven met de start van de Zuidtangent en vervangen door lijn 196              | Januari 2002  |
| 195 (2e lijn) | Schiphol P30 - Amsterdam Lelylaan NS                | Plaza/NS, P40, Nieuw-Sloten                                                                                          | Tot december 2011 gereden door GVB                                                | December 2015 |
| N95           | Schiphol P30 - Amsterdam Langsom                    | Schiphol Centrum, P40, Noord, Badhoevedorp                                                                           |                                                                                   | januari 2021  |
| 196           | Schiphol P40 - Spaarne Ziekenhuis                   | Plaza/NS, P30, Hoofddorp NS, Toolenburg, Overbos                                                                     | Vervangen door stadsbuslijn 169 in Hoofddorp                                      | December 2011 |
| 196 (2e lijn) | Schiphol P30 - Schiphol Noord                       | Plaza/NS | Nachtbus                                                                          |               |
| N97           | Amsterdam Marnixstraat - Nieuw-Vennep Getsewoud P+R | Leidseplein, Museumplein, Amsterdam-Zuid, P40, Plaza/NS, P30, Hoofddorp                                              | Alleen het deel tussen P30 en Nieuw-Vennep is opgeheven                           | December 2011 |
| 197           | Schiphol P30 - Amsterdam Centrum                    | Plaza/NS, P40, Schiphol-Noord, Amsterdam Stadionplein, Haarlemmermeerstation, Museumplein, Leidseplein, Elandsgracht | vervangen door 397/N97                                                            | december 2017 |
| 198           | Schiphol Centrum - Aalsmeer Hortensiaplein          | Schiphol Rijk |                                                                                   | december 2021 |
| 287           | Schiphol Centrum - Schiphol Rijk Douglassingel      | |                                                                                   | januari 2021  |